# Mekka
Mekka (arabisch مكة, DMG Makka) ist eine Stadt mit circa 2,4 Millionen Einwohnern (Stand 2022) im westlichen Saudi-Arabien und mit der Heiligen Moschee und der Kaaba der zentrale Wallfahrtsort des Islams. Jedes Jahr pilgern rund 2,5 Millionen Muslime zur Haddsch nach Mekka, während Nicht-Muslimen das Betreten der Stadt verboten ist. Mekka ist Hauptstadt der Provinz Mekka in der Region Hedschas. Aufgrund der großen religiösen Bedeutung, die die Stadt im Islam hat, wird sie im Arabischen üblicherweise mit einem ehrenden Beinamen versehen und als مكة المكرّمة Makka al-Mukarrama ‚Mekka, die Ehrwürdige‘ bezeichnet.
Im übertragenen Sinn werden im Deutschen Orte als „ein Mekka“, also gleichsam als ein Pilgerort bezeichnet, die eine Hochburg eines kulturellen Phänomens darstellen und viele Besucher anziehen. So kann man symbolhaft Italien als ein Mekka der Kunst, die französische Stadt Lyon als ein Mekka der Nouvelle Cuisine oder die Algarve als Mekka der Windsurfer bezeichnen.

## Bedeutung für den Islam
Mekka gilt als die Geburtsstadt Mohammeds, des Propheten des Islam. Das wichtigste Wallfahrtsziel bildet die Kaaba, ein fensterloses quaderförmiges Gebäude im Hof der Hauptmoschee, das nach islamischer Auffassung erstmals vom Propheten Adam erbaut und dann vom Propheten Abraham wiedererbaut wurde. Historisch gesichert ist, dass die Kaaba schon in vorislamischer Zeit ein zentrales Heiligtum der arabischen Stämme des Umlandes war, denn bereits in vorislamischen Gedichten, den Muallaqat, wird sie als Heiligtum beschrieben. In ihrer südöstlichen Ecke befindet sich der Schwarze Stein, den der Überlieferung nach der Prophet Abraham vom Engel Gabriel empfing.

## Geographie
Mekka liegt im Westen der Arabischen Halbinsel innerhalb des geologischen Gebiets des Arabisch-Nubischen Schildes. Dieser besteht im Wesentlichen aus Felsformationen aus Granit, Diorit und Granodiorit. Vom Georelief her liegt die Stadt in der mittleren Zone zwischen der sich über die gesamte Küste des Roten Meeres erstreckenden Küstenebene der Tihāma im Westen und dem Hochgebirge der Sarawāt im Osten. Die Entfernung zur Tihama beträgt 75 Kilometer, die Entfernung zu den Sarawat-Bergen 90 Kilometer.
Die Stadt liegt auf einem kreisförmigen Plateau, das durch Berge, Täler und Ebenen strukturiert ist. Im Norden wird dieses Plateau, das 900 Quadratkilometer umfasst und in großen Teilen dem Heiligen Bezirk entspricht, durch das Wādī Fātima und das Wādī Dschiʿrāna begrenzt, im Osten durch das Wādī ʿUrana, im Süden durch das Wādī Naʿmān, das Wādī ʿUrana und das Wādī Malkān und im Westen wiederum durch das Wādī Fātima. 36 Prozent der Fläche Mekkas werden durch Berge eingenommen, 40 Prozent durch Täler und 24 Prozent durch ebene Flächen.

### Höhenzonen und Berge

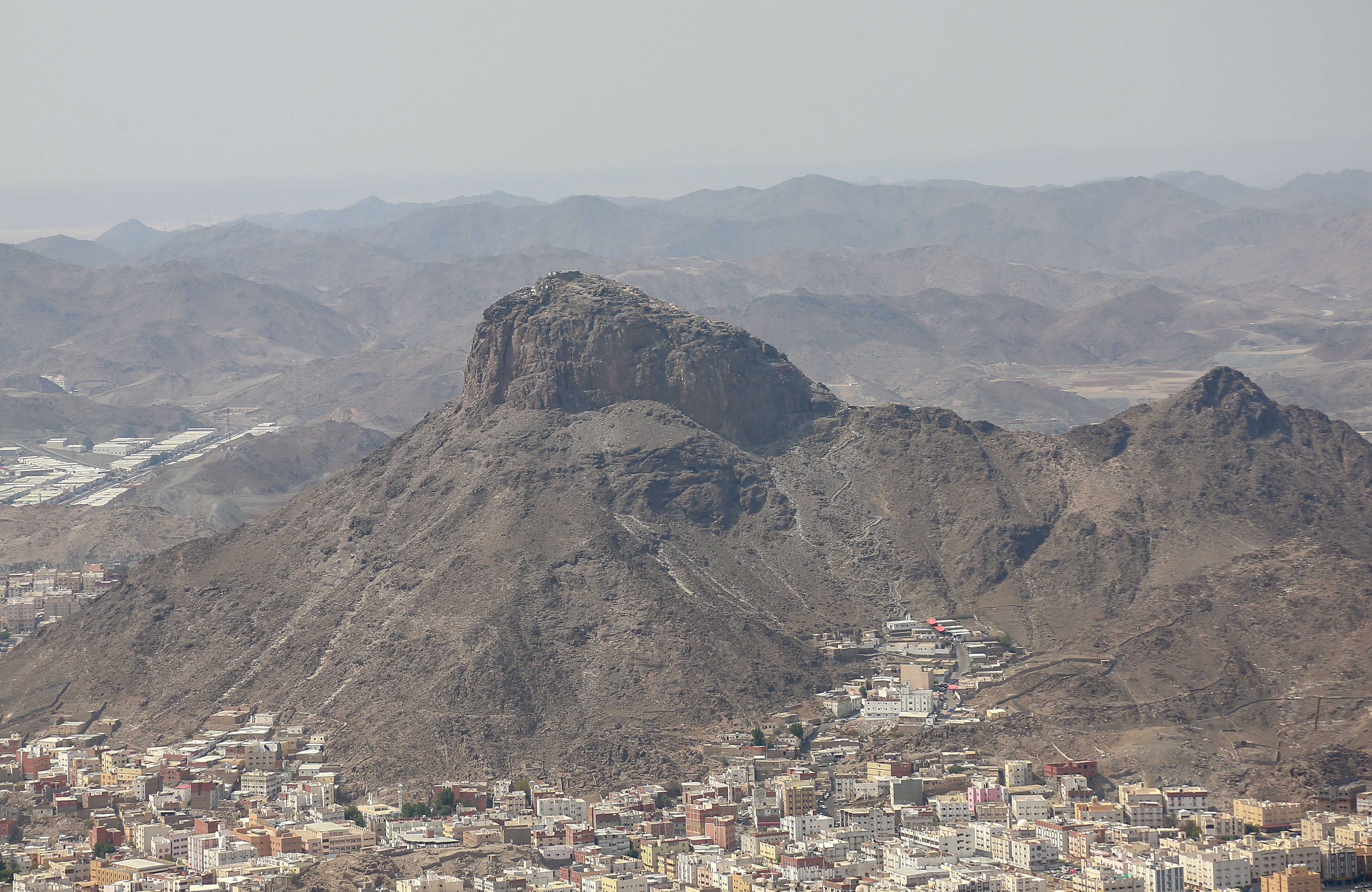
Dschabal an-Nūr

Hinsichtlich des Reliefs wird das Gelände der Stadt insgesamt in drei Zonen unterteilt, die sich jeweils von Norden nach Süden erstrecken:
1. Die westliche Zone mit einer Höhe von 200 bis 250 Metern, wobei einige Berggipfel eine Höhe von 400 Metern über dem Meeresspiegel erreichen.
2. Die mittlere Zone, die ungefähr auf der Höhe von 300 Metern liegt und aus der eine Reihe bekannter historischer Berge herausragen, darunter der Abū Qubais (372 Meter ü. d. M.) unmittelbar östlich der Heiligen Moschee, der sich südöstlich daran anschließende Dschabal Chandama mit 420 Metern Höhe, der Dschabal Thaur (759 Meter ü. d. M.) fünf Kilometer südlich der Moschee und der Quʿaiqiʿān (427 Meter ü. d. M.) unmittelbar nördlich und nordwestlich der Heiligen Moschee.
3. Die östliche Zone mit einer Grundhöhe von mehr als 400 Metern über dem Meeresspiegel und Bergen von mehr als 800 Metern Höhe, wie zum Beispiel dem östlich von Minā gelegenen Dschabal at-Tāriqī mit einer Höhe von 900 Metern. Er ist der höchste Berg auf dem Stadtgebiet von Mekka.[6]

Der wohl bekannteste Berg Mekkas ist der relativ isoliert nordöstlich der Heiligen Moschee liegende Dschabal an-Nūr („Berg des Lichts“), auf dem sich die Hirā'-Höhle befindet. Er liegt am Übergang zur östlichen Zone und hat eine Höhe von 642 Metern. Wegen der zahlreichen in das Stadtgebiet hineinragenden Berge und Hügel wurden zur Erleichterung des Verkehrs mehrere Straßentunnel gebaut.

### Täler und Ebenen

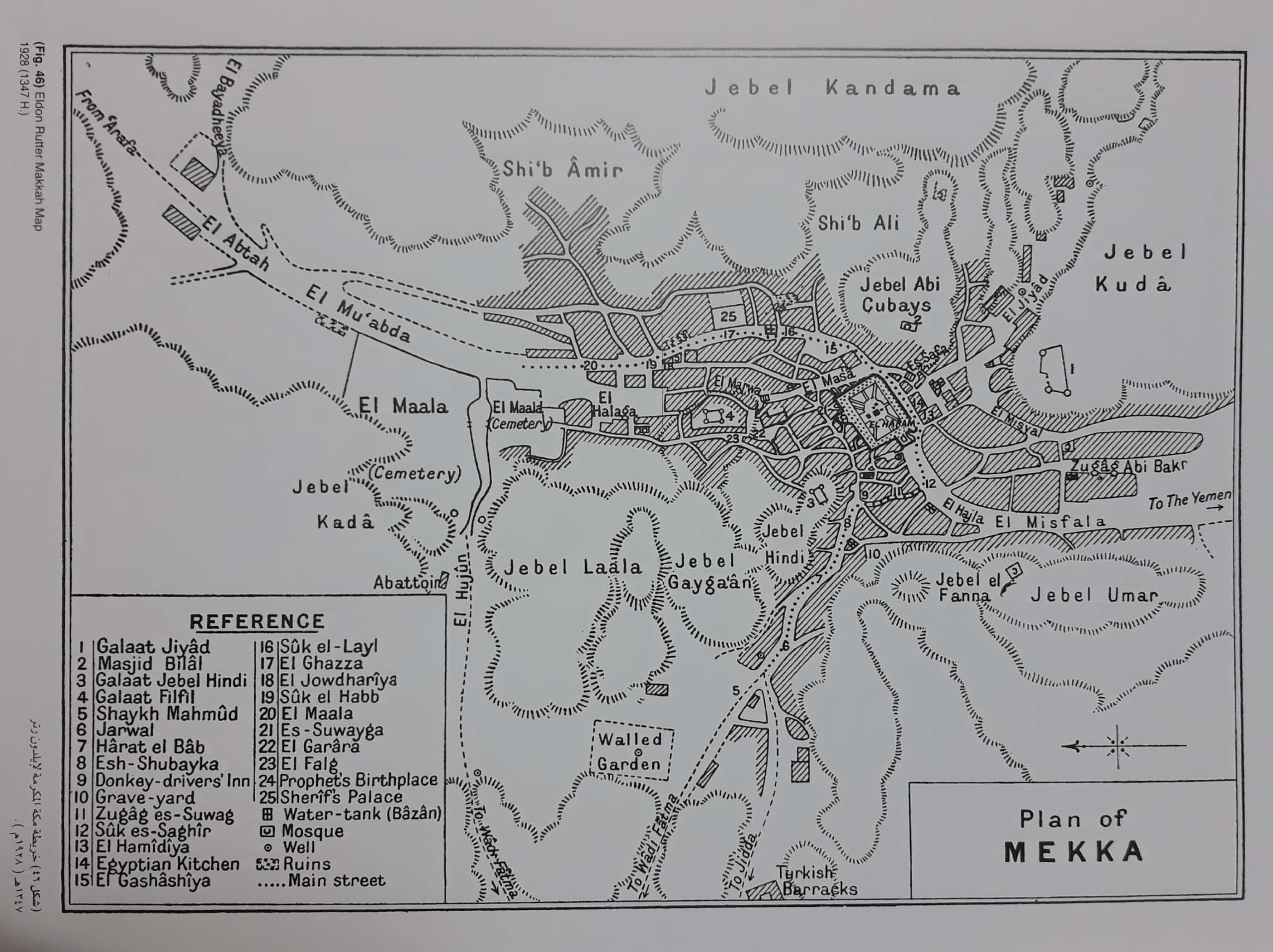
Geosteter Plan von Mekka mit dem Wādī Ibrāhīm und den umgebenden Bergen und Tälern von Eldon Rutter (1928)

Die Berge der östlichen Zone bilden die Ausgangspunkte von Tälern, in denen bei Regenfällen das Regenwasser in Richtung der Heiligen Moschee abläuft, was bisweilen sturzflutartig erfolgt. Bis ins frühe 20. Jahrhundert hinein wohnten die meisten Bewohner der Stadt in diesen Tälern bzw. an ihren Abhängen. Die Viertel, die in diesen Tälern liegen, werden immer wieder bei Unwettern von heftigen Sturzfluten (suyūl) heimgesucht. Das wichtigste Tal von Mekka ist das Wādī Ibrāhīm, in dessen Mitte sich die Heilige Moschee befindet. Dieses Wadi hat sogar eine quasi-heilige Bedeutung, weil das „unfruchtbare Tal“ (wādī ġair ḏī zirʿ) bei Gottes „Heiligem Haus“, in dem nach Aussage des Korans (Sure 14:37 ) Abraham seine Nachkommenschaft angesiedelt haben soll, mit diesem Tal identifiziert wird. Das Wādī Ibrāhīm erstreckt sich von Nordosten nach Südwesten: Es nimmt sein Wasser am Dschabal at-Tāriqī in der Nähe von asch-Scharā'iʿ auf, verläuft dann in der Mitte zwischen dem Dschabal an-Nūr im Norden und dem Dschabal ath-Thabīr im Süden nach al-Abtah, und von dort aus über al-Maʿābida und die Oberstadt (al-Miʿlāt) zur Heiligen Moschee. Hinter dieser Moschee setzt sich sein Verlauf fort zur Unterstadt (al-Misfala) und Kaʿkīya, bis es schließlich in das Wādī ʿUrana einmündet. Vom Wādī Ibrāhīm aus gehen mehrere Seitentäler und Schluchten ab, so auf der östlichen Seite das Wādī Adschyād, das südlich der Heiligen Moschee in das Wādī Ibrāhīm einmündet, das Schiʿb ʿAlī zwischen Abū Qubais und Dschabal Chandama und das Schiʿb ʿĀmir nördlich des Dschabal Chandama.
Ein weiteres bekanntes Tal ist dasjenige von Minā, in dem die Haddsch-Pilger am 10. Dhū l-Hiddscha ihre Schlachtopfer darbringen und anschließend die „Tage des Fleischtrocknens“ (aiyām at-tašrīq) verbringen, die dem 11.–13. Dhū l-Hiddscha entsprechen. Es liegt auf der östlichen Seite von Mekka, erstreckt sich in ost-westlicher Richtung und hat die Form eines Dreiecks, das in westlicher Richtung spitz zuläuft. Weitere Täler sind das Wādī Muhassar, das die Grenze zwischen Muzdalifa und Minā bildet, das Wādī ʿUrana, das zwischen ʿArafāt und Muzdalifa liegt und den Haram von seiner östlichen und südlichen Seite einschließt, und das Wādī Naʿmān östlich von ʿArafāt an der Straße nach Taif, das sein Wasser vom Karā-Berg bezieht und sich in seinem oberen Teil in zahlreiche Seitentäler aufgliedert.
Einige Täler sind so weitläufig, dass man sie als Ebene bezeichnen kann. Hierzu gehören die ʿArafāt-Ebene östlich des Stadtzentrums, in der die Haddsch-Pilger am 9. Dhū l-Hiddscha den Wuqūf vollziehen, und die Scharā'iʿ-Ebene im Nordosten, die die weitläufigste Ebene von Mekka ist. Außerdem gehören dazu die Tanʿīm-Ebene im Norden und die Ebene von ʿAzīzīya im Osten, die im Norden von den Bergen von Minā und im Süden vom Dschabal Chandama begrenzt wird.

## Bevölkerung
Die Bevölkerung Mekkas wuchs in den letzten Jahren rasant an. Sie überschritt in den 1990er Jahren erstmals die Millionengrenze und lag im Jahre 2022 bei 2,4 Millionen. Im selben Jahr lebten in der Stadt knapp 55,5 % Ausländer und knapp 44,5 % Saudis. Aufgrund des hohen Anteils an Arbeitsmigranten besteht ein deutlicher Männerüberschuss (63,1 % der Einwohner waren Männer).
Bevölkerungsentwicklung
| Jahr | Einwohnerzahl |
| ---- | ------------- |
| 1950 | 148.000       |
| 1960 | 157.000       |
| 1970 | 272.000       |
| 1980 | 501.000       |
| 1992 | 965.697       |
| 2004 | 1.294.440     |
| 2010 | 1.534.731     |
| 2022 | 2.385.509     |

### Nichtmuslime in Mekka
Um die Stadt Mekka erstreckt sich ein heiliger Bezirk, der von Nichtmuslimen nicht betreten werden darf; seit dem Beginn des Huthi-Konflikts (2015) auch nicht mehr von Jemeniten. Straßensperren schirmen die Stadt vor dem Besuch von Nichtmuslimen ab.
In den vergangenen Jahrhunderten gelang es jedoch einigen europäischen Reisenden, meist als Muslime getarnt, nach Mekka zu kommen. Dazu gehörten der versklavte Landsknecht Hans Wild (zwischen 1607 und 1609), der deutsche Forschungsreisende Ulrich Jasper Seetzen (1809), der Basler Jean Louis Burckhardt (1814), der unter anderem durch die Entdeckung der alten Nabatäerhauptstadt Petra bekannt wurde, sowie der deutsche Orientalist und Forschungsreisende Heinrich von Maltzan, der im Jahre 1860 als Muslim getarnt mit einem durch Bestechung eines Arabers erhaltenen Pass Mekka besuchte, worüber er in einem 1865 erstmals erschienenen und bis heute mehrfach neu aufgelegten Buch berichtete. 1853 lieferte der englische Abenteuerreisende Richard Francis Burton eine detaillierte Beschreibung von Mekka, nachdem er dort als Derwisch verkleidet an allen wichtigen religiösen Zeremonien teilgenommen hatte. Der niederländische Islamwissenschaftler Christiaan Snouck Hurgronje hielt sich im ausgehenden 19. Jahrhundert ebenfalls unter falscher Identität in Mekka auf. Ergebnis seiner Studienreise war ein zweibändiges Werk (Mekka, erschienen 1889), das aus einem Text- und einem Bildband mit Fotografien besteht.
1979 waren Angehörige der französischen Groupe d’intervention de la gendarmerie nationale mit einer Ausnahmegenehmigung des saudischen Militärs an der Niederschlagung der Besetzung der Großen Moschee in Mekka beteiligt.

## Verkehr
Mekka hat nur einen kleinen Flughafen ohne Linienverkehr. Der Jeddah King Abdulaziz International Airport und der Hafen von Dschidda sind daher wichtige Infrastrukturen für die Pilger. Eine Metro zwischen den Pilgerstätten wurde 2010 eröffnet, weitere Metrolinien sind geplant. Seit 11. Oktober 2018 verbindet eine Hochgeschwindigkeitsstrecke Mekka mit Dschidda und Medina.

## Klima
|                       | Jan  | Feb  | Mär  | Apr  | Mai  | Jun  | Jul  | Aug  | Sep  | Okt  | Nov  | Dez  |   |      |
| Mittl. Tagesmax. (°C) | 30,4 | 31,5 | 35,2 | 38,0 | 41,6 | 43,8 | 43,1 | 42,6 | 42,8 | 39,6 | 35,1 | 31,2 | ⌀ | 37,9 |
| Mittl. Tagesmin. (°C) | 18,1 | 18,1 | 20,8 | 23,6 | 26,9 | 27,6 | 28,6 | 28,6 | 28,3 | 25,3 | 22,6 | 19,5 | ⌀ | 24   |
|                       |      |      |      |      |      |      |      |      |      |      |      |      |   |      |
| Niederschlag (mm)     | 5    | 2    | 6    | 14   | 0,3  | 0    | 0    | 6    | 2    | 4    | 10   | 27   | Σ | 76,3 |
|                       |      |      |      |      |      |      |      |      |      |      |      |      |   |      |
| Sonnenstunden (h/d)   | 8,4  | 8,7  | 9,1  | 9,4  | 9,8  | 10,7 | 10,1 | 9,6  | 9,4  | 9,7  | 8,8  | 8,0  | ⌀ | 9,3  |
|                       |      |      |      |      |      |      |      |      |      |      |      |      |   |      |
| Luftfeuchtigkeit (%)  | 58   | 54   | 49   | 44   | 39   | 34   | 34   | 37   | 45   | 50   | 59   | 61   | ⌀ | 47   |

| 18,1 |

| 18,1 |

| 20,8 |

| 23,6 |

| 26,9 |

| 27,6 |

| 28,6 |

| 28,6 |

| 28,3 |

| 25,3 |

| 22,6 |

| 19,5 |

| 18,1 |

| 18,1 |

| 20,8 |

| 23,6 |

| 26,9 |

| 27,6 |

| 28,6 |

| 28,6 |

| 28,3 |

| 25,3 |

| 22,6 |

| 19,5 |

Eine Konstante in der Geschichte Mekkas sind die durch heftige Regenfälle verursachten Sturzfluten, die die Stadt in regelmäßigen Abständen heimsuchen. Der moderne Gelehrte Ruschdī as-Sālih Malhas zählt insgesamt 85 große Überschwemmungen, die von den Anfängen des Islams bis zum Jahr 1931 Mekka überflutet haben. Das Wasser strömte dabei meistens von Minā her durch das Wādī Ibrāhīm in den unteren Bereich der Stadt hinab. Zum Schutz der Stadt vor diesen Sturzfluten wurden im Laufe der Geschichte immer wieder verschiedene Dämme in Mekka angelegt, die das Wasser an den Heiligen Stätten vorbeileiten sollten, allerdings nie vollständigen Schutz boten.

## Geschichte

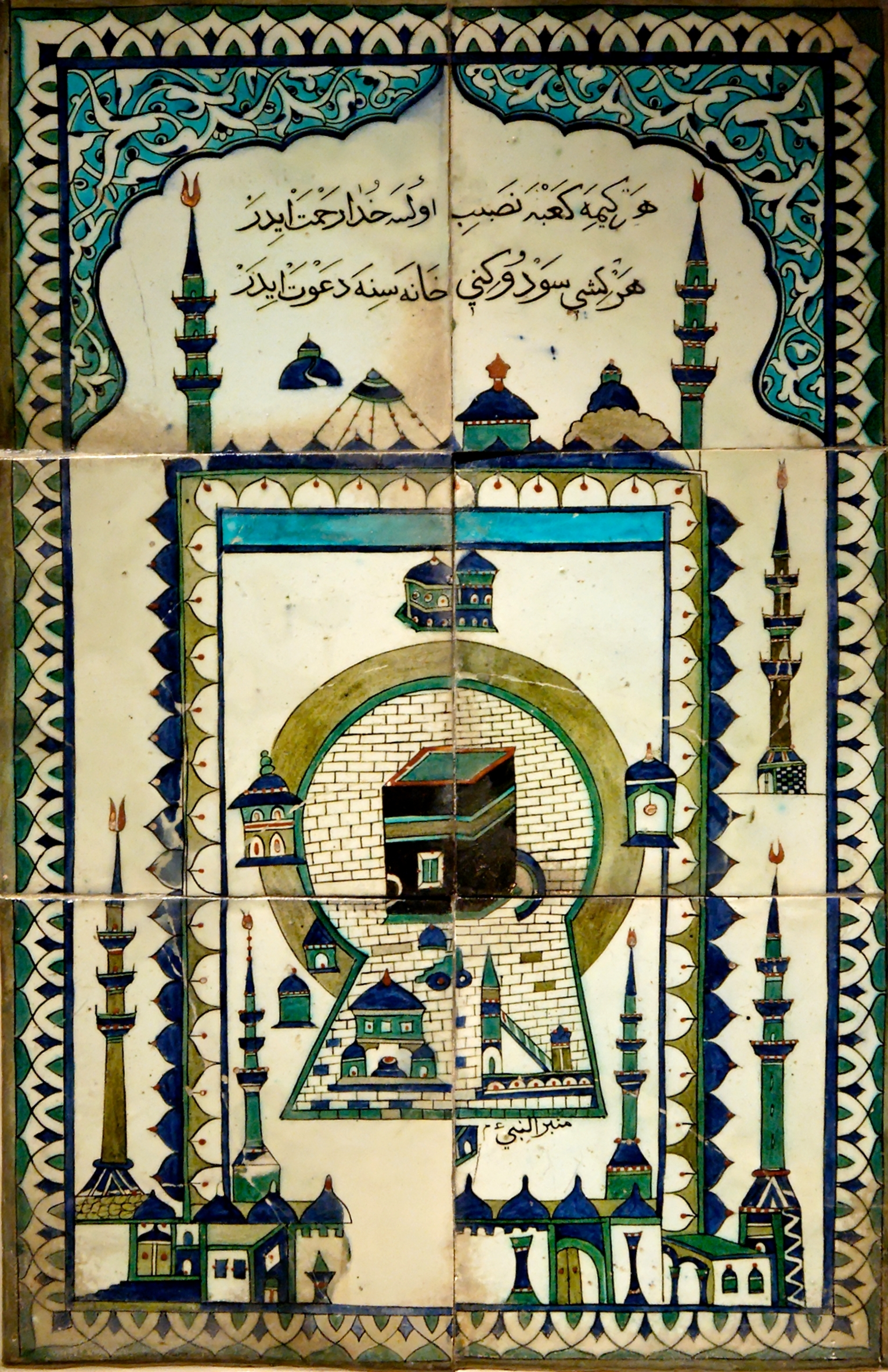
Bild aus Mekka; gemalt im 18. Jahrhundert

### Die Frühgeschichte der Stadt nach der islamischen Überlieferung
Die Frühgeschichte Mekkas liegt im Dunkeln. Sicher ist, dass schon in vorislamischer Zeit hier ein heidnisches Heiligtum bestand, das Ziel einer arabischen Wallfahrt war. Nach der islamischen Überlieferung begann die Besiedlung Mekkas, als der Stammvater Abraham seine Nebenfrau Hagar und den gemeinsamen Sohn Ismael an diesen Ort brachte. Er bat Gott darum, seine Familie zu versorgen und ihnen die Herzen der Menschen zugeneigt sein zu lassen. Hierauf wird das Koranwort in Sure 14:37 bezogen: „Unser Herr, ich habe (einige) aus meiner Nachkommenschaft in einem Tal ohne Pflanzungen bei Deinem geschützten Haus wohnen lassen, unser Herr, damit sie das Gebet verrichten. So lasse die Herzen einiger der Menschen sich ihnen zuneigen und versorge sie mit Früchten, auf dass sie dankbar sein mögen.“ Weiter erzählt die Sage: „Als die Wasservorräte zu Ende gingen, lief Hagar insgesamt sieben Mal zwischen den Hügeln Safa und Marwa hin und her, um nach Wasser oder Karawanen Ausschau zu halten.“ Nachdem sie zu ihrem Zelt zurückgekehrt war, fand sie neben ihrem Sohn Ismael eine sprudelnde Quelle vor, die bis heute existiert und unter dem Namen Zamzam bekannt ist.
Um die gleiche Zeit siedelten sich zwei Stämme aus dem Jemen, Dschurhum und Qatūrā, in Mekka an. Ismael heiratete später eine Frau aus dem Stamm der Dschurhum. Als Abraham später nach Mekka zurückkehrte, errichtete er gemeinsam mit Ismael die Kaaba. Ismael behielt zeit seines Lebens die Kontrolle über die Kaaba und auch über den Stamm der Dschurhum. Nach seinem Tod übernahm sein Schwiegervater Mudād ibn ʿAmr die Aufsicht über das Heiligtum und auch die Führung des Stammes. Die Dschurhum ließen sich im Gebiet oberhalb der Kaaba nieder, während die Qatūrā unter ihrem Führer as-Sumaidiʿ den unteren Teil der Stadt in Besitz nahmen.
Nach einiger Zeit brachten Gruppen aus dem südarabischen Stamm der Azd die Niederung von Mekka in ihren Besitz. Während die meisten Azd-Gruppen von dort aus in andere Gebiete der arabischen Halbinsel weiterzogen, blieb alleine die Gruppe der Chuzāʿa in Mekka zurück. Die Chuzāʿa, die sich selbst zu einem eigenen Stamm entwickelten, werden in der islamischen Überlieferung für die Einführung des Götzendienstes in Mekka verantwortlich gemacht. Sie sollen darüber hinaus auch den ersten Damm zum Schutz der Stadt vor Überschwemmungen errichtet haben.

### Die Frühgeschichte der Stadt nach der historischen Forschung
Der Name „Mekka“ wird bereits in den 650er Jahren von Anania Schirakatsi erwähnt, man findet ihn auch in den frühen Manuskripten des Korans des 7. und frühen 8. Jahrhunderts wie im Codex Mashhad, Codex B. L. Or. 2165, Topkapi Manuskript und im Codex Parisino-petropolitanus.
Die Behauptung vieler Muslime, der alte Name Mekkas laute „Bakkah“ und der Ort sei unter diesem Namen auch im Alten Testament der Bibel zu finden, gilt unter Experten wie Marijn van Putten als unbelegt, aber nicht als widerlegt.
In der Region von Mekka fand man Felsmalereien mit Abbildungen von Tieren, darunter sogenannte „Kudu-Antilopen“ (Strepsiceros), die seit mehreren tausend Jahren auf der Arabischen Halbinsel nicht mehr vorkommen. Daher datieren Experten wie Maria von Klein die Malerei und eine frühe Besiedlung Mekkas auf eine Zeit vor über 5000 Jahren.

### Die Machtübernahme der Quraisch

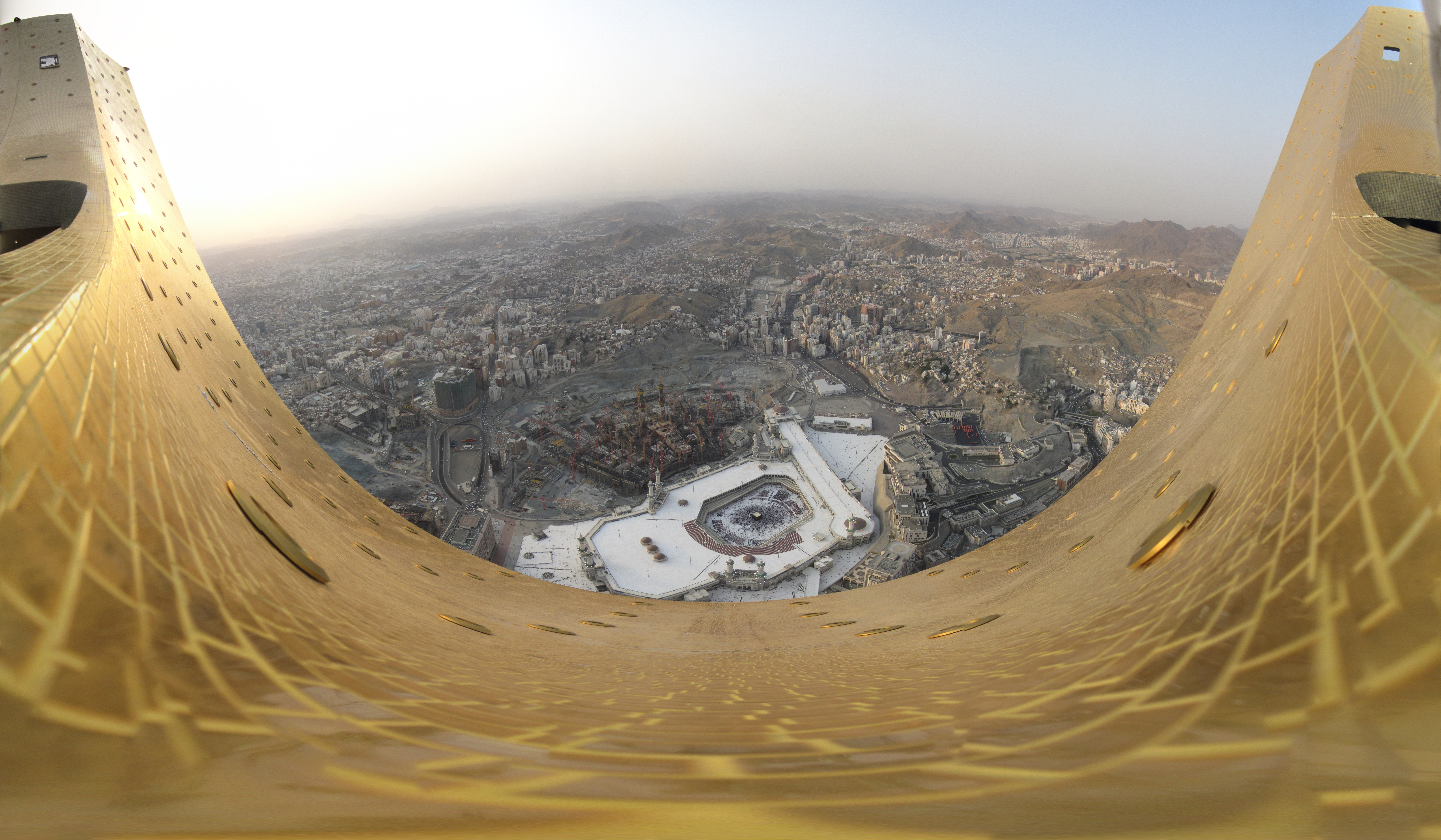
Blick auf die Stadt Mekka (im Vordergrund die große Moschee) von der Spitze der Abraj Al Bait Towers

Während des frühen 6. Jahrhunderts übernahm der Stamm der Quraisch die Kontrolle über die Stadt Mekka. Den Quraisch gelang es, sich als erfolgreiche Händler zu etablieren und mit anderen arabischen Stämmen ein System von Bündnissen aufzubauen. Enge Beziehungen bestanden vor allem mit dem Stamm der Banū Sulaim, dessen Hauptwohngebiet zwischen Mekka und Medina lag. Im Inneren war der Stamm der Quraisch allerdings von Clanrivalitäten geprägt.
Die Kaaba war in dieser Zeit bereits Zielpunkt einer Wallfahrt und wurde von den arabischen Stämmen als Heiligtum des Gottes Hubal verehrt. Zum vorislamischen Kaaba-Kult gehört neben der Verehrung von Allah die Verehrung der altarabischen Gottheiten al-Lāt, Manāt und Uzza. Politisches und gesellschaftliches Zentrum der Stadt war das Dār an-Nadwa, ein Versammlungshaus, in dem die Ratsversammlung der Quraisch stattfand und die wichtigsten Übergangsriten gefeiert wurden.
Die Pilgerströme haben möglicherweise dazu beigetragen, dass sich Mekka zu einem Handelszentrum entwickelte, obwohl es selber wenig produzierte und nur geringen militärstrategischen Wert hatte. Einige Historiker vertreten jedoch die Ansicht, dass Mekka seine Bedeutung vor allem wegen seiner Lage gewann. Es lag auf dem Weg der zweimonatigen Reise von Byzanz zu den jemenitischen Königreichen Saba, Ma'in, Qataban, Ausan und Hadramaut, die enge Handelskontakte mit Indien und Ostafrika hatten. Inwieweit Mekka vom Weihrauchhandel profitierte, ist strittig. Zusammen mit Ta'if und Yathrib bildete es in dieser Zeit eine der drei großen Städte des Hedschas. Da die Stadt in einem trockenen und unfruchtbaren Tal liegt, war sie vollständig von den Nahrungsmitteln, die in Ta'if produziert wurden, abhängig.

### Islamisierung Mekkas
Um 610 begann der Begründer des Islam, Mohammed, in Mekka öffentlich zu predigen und zu einer neuen monotheistischen Religion aufzurufen. Aufgrund des hartnäckigen Widerstands der Quraisch gegen seine neue Lehre wanderte er im Sommer 622 mit seinen Anhängern in die Stadt Yathrib (später als Medina bekannt) aus, wo sich bereits zahlreiche Angehörige der Stämme Aus und Chazradsch seiner Religion angeschlossen hatten. Von Yathrib aus nahm Mohammed den Kampf gegen die nichtislamischen Mekkaner auf. Die militärische Auseinandersetzung zwischen ihm und der Stadt Mekka lässt sich in vier Phasen einteilen:
1. In der ersten Phase, die bis 624 andauerte, überfiel Mohammed mit seinen aus Mekka ausgewanderten Anhängern mekkanische Handelskarawanen. Da die Anzahl der Teilnehmer an diesen Aktionen relativ gering war und die Mekkaner ihre Karawanen gut geschützt hatten, blieben diese Maghāzī genannten Überfälle relativ erfolglos.[33]
2. Die zweite Phase, in der offene Schlachten geführt wurden, begann im März 624 mit einem Überfall der Muslime auf eine von Abū Sufyān ibn Harb geführte Handelskarawane. Eine etwa 800 oder 900 Mann starke Armee der Mekkaner, die der Karawane zur Hilfe eilte, wurde bei dem Ort Badr (ca. 130 km südwestlich von Yathrib) von einer erheblich geringeren Anzahl von Muslimen besiegt. Da die Mekkaner in dem Ruf gestanden hatten, die mächtigste Gruppe in Arabien zu sein, und auch der Erfolg ihrer Geschäfte davon abhing, dass sie diese Reputation aufrechterhielten, war die Niederlage bei der Schlacht von Badr für sie eine große Gefahr. Sie rüsteten deshalb zu einem Gegenschlag, um das Blut derjenigen, die bei Badr gefallen waren, zu rächen. Beim Uhud im Nordwesten der Oase von Yathrib kam es im März 625 zu einer Schlacht, bei der diesmal die Mekkaner den Sieg davontrugen. In der Folgezeit schmiedeten die Mekkaner mit mehreren nomadischen sowie verschiedenen jüdischen Stämmen ein Bündnis und bereiteten eine Invasion Yathribs vor. Mit etwa 10.000 Mann erschienen sie im März 627 vor der Stadt und begannen mit deren Belagerung. Da jedoch die Muslime mit der Aushebung von Gräben eine neue Verteidigungsstrategie entwickelt hatten und außerdem den Stamm Ghatafān zum Ausstieg aus dem Bündnis mit Mekka bewegen konnten, mussten die Mekkaner schließlich abziehen, ohne etwas erreicht zu haben.[34]
3. Die dritte Phase, die ungefähr knapp drei Jahre (März 627 bis Ende 629) andauerte, war von relativ friedlichen Beziehungen zwischen den Muslimen und den Mekkanern geprägt. Im März 628 schlossen die beiden Parteien bei al-Hudaibiya einen zehnjährigen Waffenstillstandsvertrag ab.[35] Demzufolge waren sowohl Mohammed als auch die Mekkaner berechtigt, neue Gruppen in ihr Bündnis aufzunehmen. Während sich die Kināna daraufhin den Mekkanern anschlossen, verbündeten sich die Chuzāʿa mit Mohammed.[36]
4. Die vierte, relativ kurze Phase, an deren Ende die Kapitulation der Stadt stand, begann mit einem Überfall der zu den Kināna gehörenden Bakr ibn ʿAbd Manāt auf Angehörige der Chuzāʿa. Zur Verhinderung einer Eskalation der Situation schickten die Mekkaner Abū Sufyān ibn Harb, der seit der Heirat seiner Tochter Umm Habība mit Mohammed im Jahre 627 verwandtschaftlich mit diesem verbunden war, nach Yathrib, um den Friedensvertrag mit den Muslimen zu erneuern. Die Verhandlungen blieben jedoch erfolglos. Als Mohammed im Januar 630 mit einer Armee von ca. 10.000 Mann, die neben Muhādschirūn und Ansār auch zahlreiche Angehörige anderer Stämme wie den Banū Sulaim und Muzaina einschloss, vor Mekka aufmarschierte, kam ihm Abū Sufyān entgegen und führte die Kontaktgespräche. Im Gegenzug für seine Konversion zum Islam erhielt er eine Sicherheitsgarantie für all diejenigen Bewohner Mekkas, die keinen bewaffneten Widerstand leisteten. Die weitreichenden Garantien führten dazu, dass Mohammeds Armee bei ihrem Einrücken in die Stadt fast keinerlei Widerstand vorfand. Zu einem Interessenausgleich mit den Mekkanern trug bei, dass Mohammed seine Armee wenig später gegen die Hawāzin lenkte, einen mächtigen Stamm, der sowohl Muslimen als auch Mekkanern feindlich gegenüberstand, und nach dem Sieg in der Schlacht von Hunain die Mekkaner bei der Beuteverteilung sehr großzügig bedachte. Ein rascher Interessenausgleich mit früheren Gegnern aus Mekka wurde auch dadurch erleichtert, dass Mohammed die Familien aus den Quraisch, die bisher die kultischen Ämter in Mekka ausgeübt hatten, in diesen Ämtern bestätigte.[37]

### Geschichte in islamischer Zeit

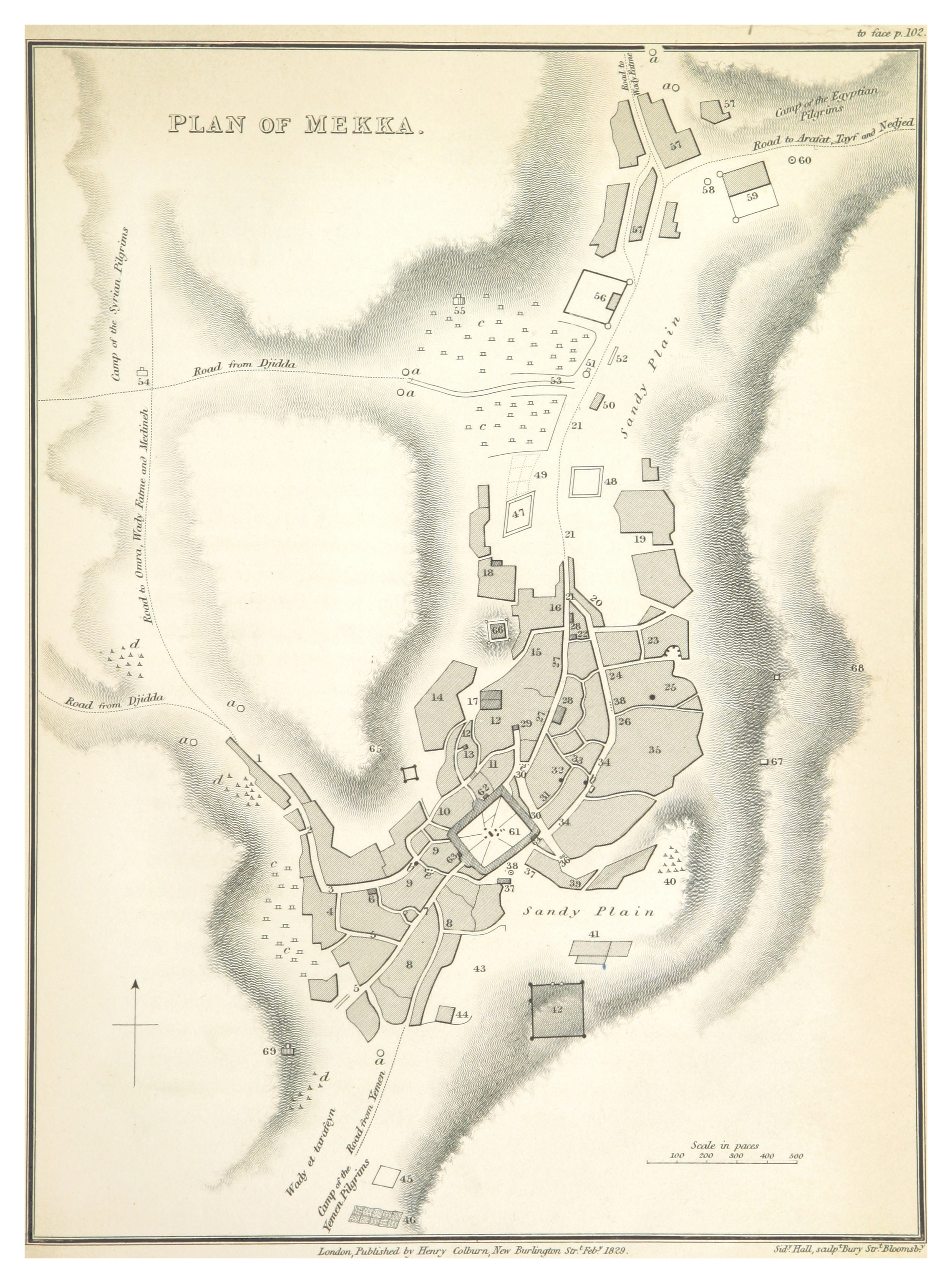
Übersichtsplan von Mekka von 1814

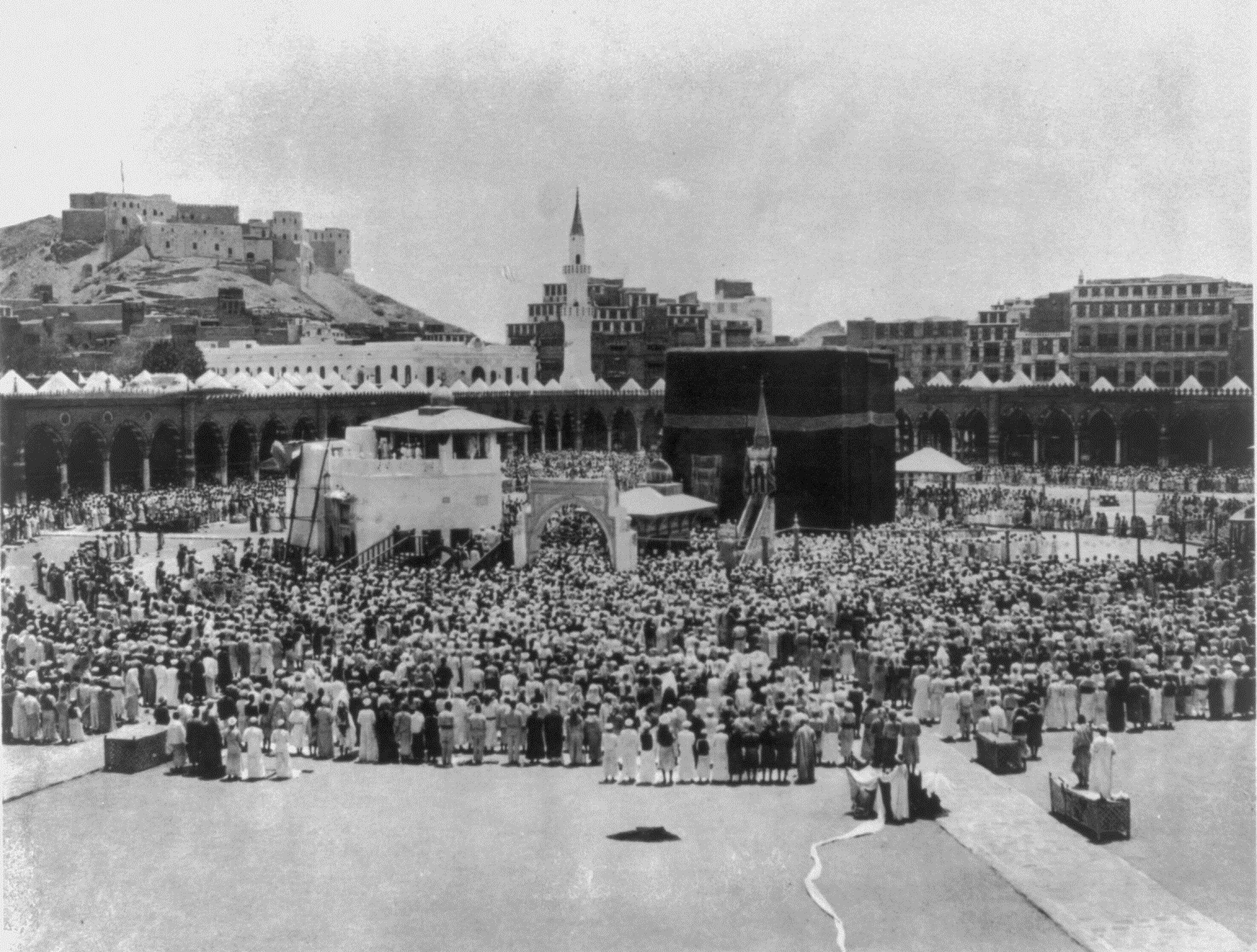
Mekka, 1889. Auf dem Hügel links die ehemalige Adschjad-Festung.

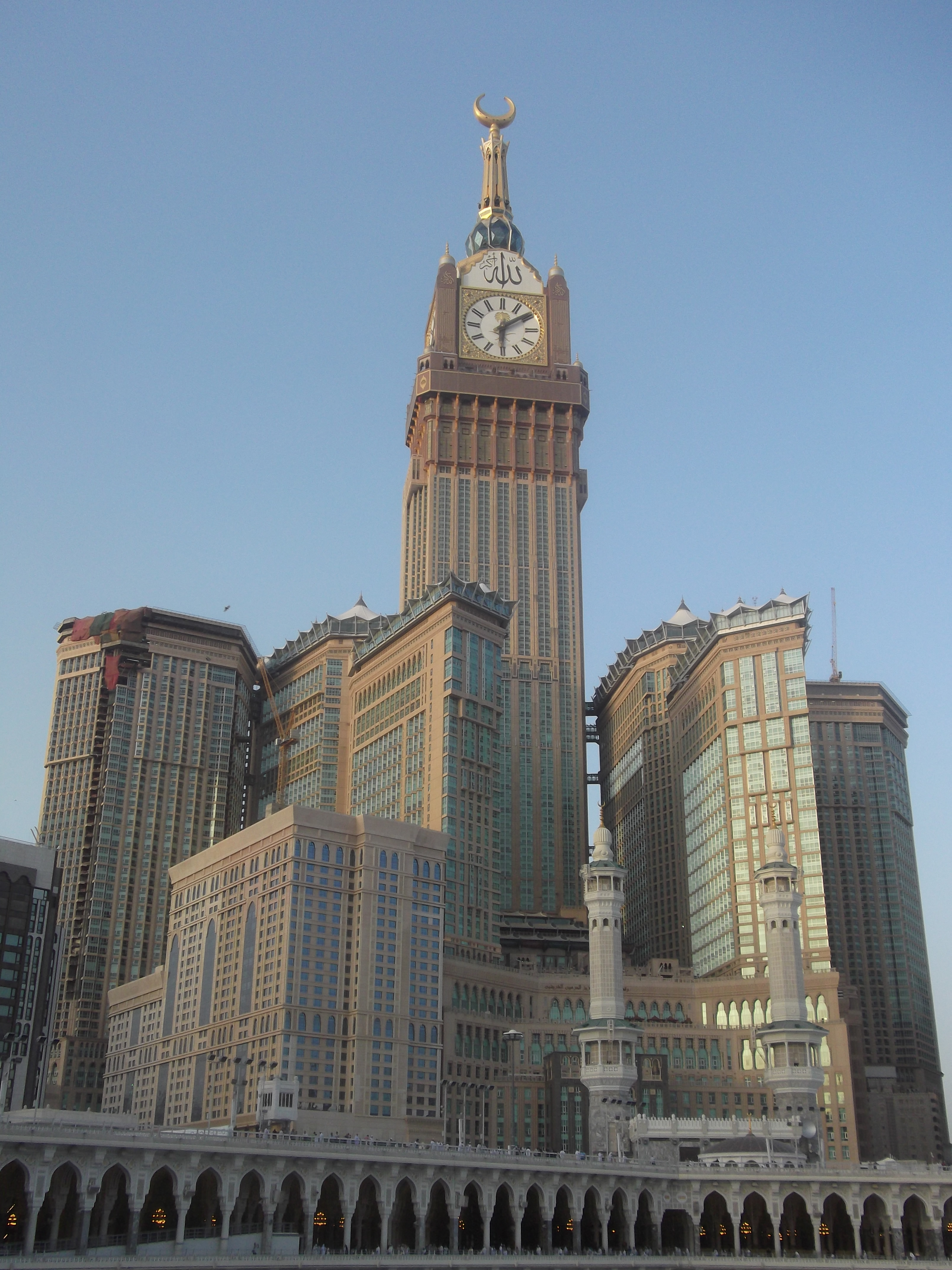
Die Abraj Al Bait Towers sind das vierthöchste Gebäude der Welt.

Der Islam hat den Kult des Schwarzen Steins der Kaaba aus der altarabischen Religion in den Islam übernommen, ebenso die Wallfahrt nach Mekka. Die mit der Wallfahrt verbundenen Riten wurden jetzt allerdings auf Abraham zurückgeführt.
Nachdem im Jahre 638 erneut ein heftiger Regen die Stadt überschwemmt hatte, ließ ʿUmar ibn al-Chattāb im oberen Teil der Stadt einen neuen Damm anlegen, der die Heilige Moschee vor weiteren Überschwemmungen schützen sollte. In der Folgezeit wurde die Moschee von Mekka mehrere Male vergrößert, so zum Beispiel während der Herrschaft des abbasidischen Kalifen al-Mahdi (reg. 775–785) durch dessen Statthalter Dschaʿfar ibn Sulaimān. Als im Jahre 809/810 eine große Dürre herrschte, erbaute Zubaida bint Dschaʿfar, die Ehefrau von Hārūn ar-Raschīd, eine Rohrleitung, die Wasser von ʿAin al-Muschāsch und Hunain nach Mekka leitete. Diese Leitung bildete im 9. Jahrhundert die Grundlage der mekkanischen Wasserversorgung.
Ab dem späten 10. Jahrhundert wurde die Stadt von den Scherifen von Mekka regiert. Sie unterstellten sich nacheinander verschiedenen Herrscherhäusern, zunächst den Fatimiden, dann den Ayyubiden, den Rasuliden und den Mamluken von Ägypten. 1326 stellte Amīr Tschūpān mit der Freilegung und Reparatur der Wasserleitung von ʿAin Bāzān die mekkanische Wasserversorgung wieder auf eine stabilere Grundlage. Um den Wasserfluss der Leitung in Trockenphasen zu erhöhen, wurde die Leitung im Laufe der Zeit mit weiteren Zuläufen versehen. Außerdem musste die Leitung häufig repariert und gereinigt werden, da sich die Röhren bei Überschwemmungen regelmäßig mit Erde und Geröll zusetzten.
Ab dem Jahr 1517 stand Mekka unter der Oberhoheit der Osmanen. In dieser Zeit erhielt die Stadt eine besonders große Bedeutung für die Muslime Südostasiens. Mehrere Sultane des malaiischen Archipels ließen sich Einsetzungsschreiben von den Scherifen von Mekka geben. Außerdem war hier das Motiv der Islamisierung der eigenen Dynastie durch Gesandte aus Mekka ein wichtiges Element in der Herrschaftslegitimation. Muslime aus Südostasien stellten im 19. Jahrhundert das größte Kontingent der Pilger in Mekka.
Der Großscherif Hussein ibn Ali, der später König des Hedschas wurde, warf 1916 die türkische Herrschaft über Mekka nieder. Im Oktober 1924 nahmen die wahhabitischen Ichwān von Sultan Abd al-Aziz ibn Saud Mekka ein, und König Husain musste fliehen. Schon kurz nach diesem Ereignis lud ʿAbd al-ʿAzīz zu einem Kongress nach Mekka ein, der die Muslime mit der saudischen Herrschaft versöhnen sollte. Nachdem ʿAbd al-ʿAzīz im Januar 1926 zum König erhoben worden war, nahmen die Planungen für diesen Kongress konkretere Formen an. ʿAbd al-ʿAzīz schickte Telegramme an verschiedene muslimische Politiker und Organisationen und forderte sie dazu auf, an der Veranstaltung teilzunehmen, um die Zukunft der Wallfahrtsstätten zu sichern und den Komfort für die Pilger zu verbessern. Im Juni/Juli 1926 fand der Kongress dann statt.
Vom 20. November bis zum 5. Dezember 1979 fand in Mekka ein Terrorangriff mit Geiselnahme auf die große Moschee statt, in dessen Verlauf womöglich über 1000 Menschen getötet wurden.

## Stadtentwicklung seit dem 20. Jahrhundert
In den letzten Jahren war ein deutliches Wachstum Mekkas um jährlich fast 200.000 Einwohner zu beobachten, damit geht ein Stadtumbau einher, der sich z. B. um die Heiligen Stätten herum besonders bemerkbar macht. Der Großraum Mekka wird heute geprägt von den infrastrukturellen Einrichtungen, die die Pilger beherbergen, verköstigen und transportieren. Ganze bisher niedrig und locker bebaute Hügelsiedlungen wurden abgetragen und die Flächen begradigt, um Platz für Großbauten, vor allem Pilgerhotels, zu schaffen. Südlich der Großen Heiligen Moschee entstand bis Ende 2012 ein massiger Hotelkomplex, in dessen Mittelpunkt der höchste der Abraj Al Bait Towers mit 601 Metern die neue Stadtkrone bildet.

## Persönlichkeiten
- Hazima bint Nasser (1884–1935), haschimitische Prinzessin
- Abdul Hamid Abu Sulayman (1936–2021), Politikwissenschaftler, islamischer Gelehrter und Hochschullehrer
- Ahmed al-Mousa (* 1981), Fußballspieler
- Kamel al-Mousa (* 1982), Fußballspieler
- Assaf al-Qarni (* 1984), Fußballspieler
- Moataz al-Mousa (* 1987), Fußballspieler
- Mohammed al-Breik (* 1992), Fußballspieler
- Abdullah al-Sudairy (* 1992), Fußballspieler
- Abdulellah al-Malki (* 1994), Fußballspieler